# Fusarium anthophilum
Fusarium anthophilum är en svampart som först beskrevs av Alexander Karl Heinrich Braun, och fick sitt nu gällande namn av Hans Wilhelm Wollenweber 1916. Fusarium anthophilum ingår i släktet Fusarium och familjen Nectriaceae.   Inga underarter finns listade i Catalogue of Life.